# Tunézia a 2011-es úszó-világbajnokságon
Tunézia a 2011-es úszó-világbajnokságon négy úszóval vett részt.

## Úszás
Férfi
| Versenyző         | Esemény                       | Selejtező | Selejtező | Elődöntő          | Elődöntő          | Döntő             | Döntő             |
| Versenyző         | Esemény                       | Idő       | Helyezés  | Idő               | Helyezés          | Idő               | Helyezés          |
| ----------------- | ----------------------------- | --------- | --------- | ----------------- | ----------------- | ----------------- | ----------------- |
| Uszáma el-Mellúli | Férfi 400 méteres gyorsúszás  | 3:45.90   | 4 Q       |                   |                   | 3:45.31           | 7                 |
| Uszáma el-Mellúli | Férfi 800 méteres gyorsúszás  | 7:48.86   | 5 Q       |                   |                   | 7:45.99           | 4                 |
| Uszáma el-Mellúli | Férfi 1500 méteres gyorsúszás | 15:13.56  | 15        |                   |                   | Nem jutott tovább | Nem jutott tovább |
| Ahmed Mathlouthi  | Férfi 400 méteres gyorsúszás  | 4:08.40   | 40        |                   |                   | Nem jutott tovább | Nem jutott tovább |
| Taki M'Rabet      | Férfi 200 méteres vegyesúszás | 2:01.44   | 24        | Nem jutott tovább | Nem jutott tovább | Nem jutott tovább | Nem jutott tovább |
| Taki M'Rabet      | Férfi 400 méteres vegyesúszás | 4:18.99   | 16        |                   |                   | Nem jutott tovább | Nem jutott tovább |

Női
| Versenyző    | Esemény                     | Selejtező | Selejtező | Elődöntő | Elődöntő | Döntő             | Döntő             |
| Versenyző    | Esemény                     | Idő       | Helyezés  | Idő      | Helyezés | Idő               | Helyezés          |
| ------------ | --------------------------- | --------- | --------- | -------- | -------- | ----------------- | ----------------- |
| Sarra Lajnef | Női 400 méteres vegyesúszás | 4:51.89   | 29        |          |          | Nem jutott tovább | Nem jutott tovább |